# Мазур Артем Андрійович
Артем Андрійович Мазур (8 жовтня 1920, село Телелинці?, тепер Жмеринського району Вінницької області — ?) — український радянський діяч, 1-й секретар Тростянецького і Тульчинського райкомів КПУ Вінницької області, заступник голови Вінницького облвиконкому. Депутат Верховної Ради СРСР 6-го скликання.

## Біографія
Народився в селянській родині.
У 1940—1942 роках — служба в Червоній армії, учасник німецько-радянської війни. Після поранення був демобілізований.
Член ВКП(б) з 1945 року.
Працював заступником голови виконавчого комітету Томашпільської районної ради депутатів трудящих Вінницької області, головою Тростянецької районної ради депутатів трудящих Вінницької області. До 1952 року — завідувач відділу Тростянецького районного комітету КП(б)У Вінницької області.
У 1952—1962 роках — 1-й секретар Тростянецького районного комітету КПУ Вінницької області.
Закінчив заочно Вінницький педагогічний інститут та Вищу партійну школу при ЦК КПРС.
У 1962—1965 роках — секретар парткому Тульчинського територіального виробничого колгоспно-радгоспного управління Вінницької області.
У 1965 — грудні 1967 року — 1-й секретар Тульчинського районного комітету КПУ Вінницької області.
У грудні 1967 — 26 лютого 1968 року — заступник голови виконавчого комітету Вінницької обласної ради депутатів трудящих.
20 лютого 1968 — 29 жовтня 1971 року — секретар Вінницького обласного комітету КПУ.
Потім — на пенсії в місті Вінниці.

## Нагороди
- орден Леніна (26.02.1958)
- орден Вітчизняної війни ІІ ст. (6.04.1985)
- ордени
- медалі